# 日本基督教団信仰告白
日本基督教団信仰告白（にほんきりすときょうだんしんこうこくはく）は、1954年に制定された日本基督教団の信仰告白である。讃美告白としての性格が強調されている。

## 内容
教団の信仰内容を言い表す信仰告白として、1954年に「日本基督教団信仰告白」（以下、教団信仰告白）が制定されている。その形式は、教団の基本的な信仰理解を言い表した部分に続いて使徒信条が告白される簡易信条であり、合同教会の信仰告白として、聖書の権威、三位一体、十字架と復活、信仰義認、聖化、教会の務めなど、各旧教派の伝統を少しずつ継承しつつも、ほぼすべてのプロテスタント教会が共有できるような、ゆるやかな信仰理解を内容としている。なお、1954年時は文語体で制定され、1966年に口語体のものが教会教育用として制定されている。
なお、教団信仰告白の地位、教会形成や信徒個人の信仰における規範的拘束力などについては、旧教派や教会ごとの神学的伝統や解釈により、同じ教団の中にあってもかなり理解の幅があることに留意されたい。また、いわゆる「教団紛争」を通じて、教会の社会的役割を重視するグループと、教会の形成や伝道を重視するグループの間でも、教団信仰告白の扱いや理解の差が広がっているのが現状である。また、教団信仰告白とともに、旧教派や教会の信条や信仰告白、信仰宣言を保持することも認められているため、戦前の旧教派の信仰告白を大切にしたり、各個教会独自の信仰宣言を制定して告白する教会も存在する。
日常の礼拝の中では、教団信仰告白をそのまま告白する教会は必ずしも多くなく、使徒信条のみが告白されることも多い。伝道的配慮などの理由で、教会教育用（口語体）のものを用いる教会もある。また、旧教派や教会の伝統により、ニカイア・コンスタンティノポリス信条や他の歴史的信条を告白する教会や、信条の告白そのものを行なわない教会も存在する。
なお、第2次大戦下における日本基督教団の責任についての告白（通称：戦争責任告白）については、記事リンク先を参照されたい。